# Al Cooke
Pour les articles homonymes, voir Cooke.
Al Cooke est un acteur américain né le 26 septembre 1880 à Los Angeles (Californie), et mort le 6 juillet 1935 à Santa Monica (Californie).

## Filmographie partielle
- 1920 : Don't Weaken! de Malcolm St. Clair
- 1922 : Fiancé malgré lui (The Crossroads of New York) de F. Richard Jones
- 1926 : One Minute to Play de Sam Wood
- 1931 : Le Train du mystère (en) (The Mystery Train) de Phil Whitman
- 1931 : Catch-As Catch-Can de Marshall Neilan
- 1932 : Girl Crazy de William A. Seiter
- 1932 : Hold 'Em Jail de Norman Taurog